# 皖新传媒
安徽新华传媒股份有限公司（上交所：601801，英文：Anhui Xinhua Media Co.,Ltd，简称皖新传媒），是中国上海证券交易所的一家上市公司，主营业务包括：出版物的批发、零售，文体用品零售，音像出版，广告传媒。
公司前身为安徽新华书店集团有限公司，成立于2002年9月，是经安徽省人民政府批准在原安徽省新华书店、安徽省外文书店基础上成立的国有独资公司。2005年更名为安徽新华发行集团有限公司。2008年2月28日，安徽新华发行集团有限公司整体变更为股份有限公司并更名为安徽新华传媒股份有限公司。2010年1月18日，在上海证券交易所挂牌上市。
公司控股股东为安徽新华发行（集团）控股有限公司，成立于2007年11月，是经中共安徽省委、安徽省人民政府批准成立的大型国有文化企业。
2018年，公司实现营业收入88.3亿，同比下降10.2%；实现净利润5.6亿，同比下降48.7%。